# Їжачок індійський
Їжачок індійський (Hemiechinus collaris) — вид їжаків з роду Hemiechinus. 
Малого розміру: до 18-ти см довжиною, 200—500 г масою. Поширений у Індії та Пакистані. Як і інші їжаки цього роду має великі і довгі вуха, довжина яких така, як голови.
Помітні також шлюбним періодом, що відрізняється від інших видів роду. ілюбний показ перед самицею включає «Танці» біля самиць.
- ще є Індійський їжак (Paraechinus micropus)